# 앨리슨 (소설)
《앨리슨》(일본어: アリソン 아리손[*])은 시구사와 케이이치가 쓴 라이트 노벨이다. 표지 그림과 삽화는 다른 시구사와 작품처럼 쿠로보시 코하쿠가 맡았다. 대한민국에서는 키노와 마찬가지로 NT 노벨을 통해 출간되었다.
총 4권으로 막을 내렸고, 이 작품의 후속작으로 등장인물의 2세들이 활약하는 “리리아와 트레이즈” 시리즈가 있다. 두 작품을 합친 애니메이션 앨리슨과 리리아가 2008년 4월부터 방영된다.

## 세계관
앨리슨의 세계는 모양이 반원형인 대륙 하나로 되어 있다. 대륙은 중앙의 루트니 강과 산맥으로 반으로 나뉘어 있고, 각 지역에는 동쪽의 '베젤 이르트아 왕국 연합' 약칭 스 베 이르, 서쪽의 로크셰라 부르는 로크시아누크 연방이란 초국가공동체가 있다. 각자의 문화와 언어를 가진 두 나라는 아주 오랜 옛날부터 서로 못 잡아먹은 듯이 수십번의 전쟁과 대립을 반복했다. 이야기는 일시적인 휴전 상황인 3287년을 배경으로 시작한다.

## 줄거리
앨리슨과 빌은 오토바이크로 마을의 변두리로 나갔다가 헛소리 잘하기로 유명한 노인을 만나, 어떠한 보물에 대한 이야기를 듣게 된다. 두 나라의 대립마저 잠재울 정도로 가치가 있는 보물이라고 한다. 노인은 그 보물에 눈이 먼 조직에 납치당하고, 둘은 노인을 구하고 보물을 찾기 위해 뒤를 쫓는다.

## 등장인물
앨리슨 위팅턴
17세. 로크셰 비행기 이송부대 소속의 여성 공군 하사. 가끔씩 무모한 면을 보인다. 전쟁으로 부친을 잃었고 같은 고아원 출신인 빌과는 오랫동안 친하게 지내온 사이이다.
빌헬름 슐츠
17세. 라프트아 공화국의 로우 스네이엄 기념 상급학교 5학년에 다니고 있는 우등생. 부모에게 버려져 고아원에서 자랐다. 엘리슨에게 자주 휘둘리고 부려먹힌다.
카 베네딕트
24세. 로크셰와 적이 되는 스 베 이르의 젊은 공군 대위. 앨리슨에게 고백했다가 깔끔하게 차인 경력이 있다. 스 베 이르인이므로 '카'가 성이다.
피오나=프란체스카
위 세 사람이 골짜기에서 만난 아가씨. 자신을 이쿠스 왕국의 왕녀라고 주장한다. 2권부터 등장한다.

## 출판 목록
- 지음: 시구사와 케이이치
- 그림: 쿠로보시 코하쿠
- 퍼냄: 미디어웍스
- 레이블: 전격 문고
- 한국어판
  - 옮김: 김진수
  - 퍼냄: 대원씨아이
  - 레이블: NT 노벨

1. 앨리슨 - 2004년 10월 15일 (ISBN 89-528-8497-3)
2. 앨리슨 II: 한낮의 밤에 꾸는 꿈 - 2004년 12월 15일 (ISBN 89-528-8813-8)
3. 앨리슨 III <상>: 차창 밖의 루트니 - 2005년 6월 15일 (ISBN 89-528-9599-1)
4. 앨리슨 III <하>: 음모라는 이름의 열차 - 2005년 9월 15일 (ISBN 89-5963-044-6)

## 같이 보기
- 리리아와 트레이즈
- 멕과 셀론
- 앨리슨과 리리아